# 高エネルギー加速器研究機構
大学共同利用機関法人高エネルギー加速器研究機構（こうエネルギーかそくきけんきゅうきこう、英語: High Energy Accelerator Research Organization）は、高エネルギー物理学・加速器科学・物質構造科学などの総合研究機関として、国立大学法人法により設置された大学共同利用機関法人。2008年ノーベル物理学賞を受賞した小林誠特別栄誉教授が在籍する。
略称はKEK（ケイ・イー・ケイ。機構名のローマ字表記 Kou Enerugii Kasokuki Kenkyū Kikō の略。前身のひとつである高エネルギー物理学研究所のローマ字表記 Kou Enerugii Butsurigaku Kenkyūsho の略を引き継いでいる）。
人間文化研究機構、自然科学研究機構、情報・システム研究機構、宇宙航空研究開発機構と共に「総合研究大学院大学」を構成する。

## 歴史
1997年（平成9年）4月1日に文部省高エネルギー物理学研究所・東京大学原子核研究所・東京大学理学部附属中間子科学研究センターを改組・統合して発足し、2004年（平成16年）4月1日、「国立大学法人法等の施行に伴う関係法律の整備等に関する法律」の施行に伴い、大学共同利用機関法人として成立した。
旧高エネルギー物理学研究所教授・素粒子原子核研究所長・高エネルギー加速器研究機構理事を歴任した、高エネルギー加速器研究機構名誉教授（2009年1月、特別栄誉教授）の小林誠は、2008年度のノーベル物理学賞を受賞した。

## 所在地
- つくばキャンパス：茨城県つくば市大穂1番地1。筑波研究学園都市北部にある。
- 東海キャンパス：茨城県那珂郡東海村白方白根2番地4。日本原子力研究開発機構・原子力科学研究所敷地内

## 組織
組織は以下の4つに大別される。加速器研究施設は、具体的にはKEKつくばキャンパスに設置された加速器群、J-PARC、国際リニアコライダー等の加速器本体の研究開発を行う組織を含んでいる。実験装置群なども、研究施設内で製作したり、各メーカーとの協力によって製作することもある。共通基盤研究施設は、スーパーコンピュータ群などを有する計算科学センター、超伝導低温工学センター、放射線科学センター、機械工学センターからなる。この他に事務機関、図書室、福利厚生等の管理・運営等をおこなう組織がある。
- 素粒子原子核研究所：素粒子物理学、原子核物理学および宇宙物理学を研究する基礎物理研究所
- 物質構造科学研究所：フォトンファクトリー（PFリング）、中性子、ミュオンを活用して、物質構造を研究する応用物理研究所
- 加速器研究施設：電子や陽子を光速近くまで加速する実験装置「加速器」を開発・運用するKEKの研究活動の根幹をなす組織
- 共通基盤研究施設：加速器を用いた研究を、高度な技術開発などにより支援する組織

加速器研究施設と共通基盤研究施設、素粒子原子核研究所、及び物質構造科学研究所はそれぞれ、総合研究大学院大学高エネルギー加速器科学研究科の加速器科学専攻、素粒子原子核専攻、及び物質構造科学専攻の各基盤機関（博士課程の研究指導を担当する機関）となっている。

## 主な実験施設

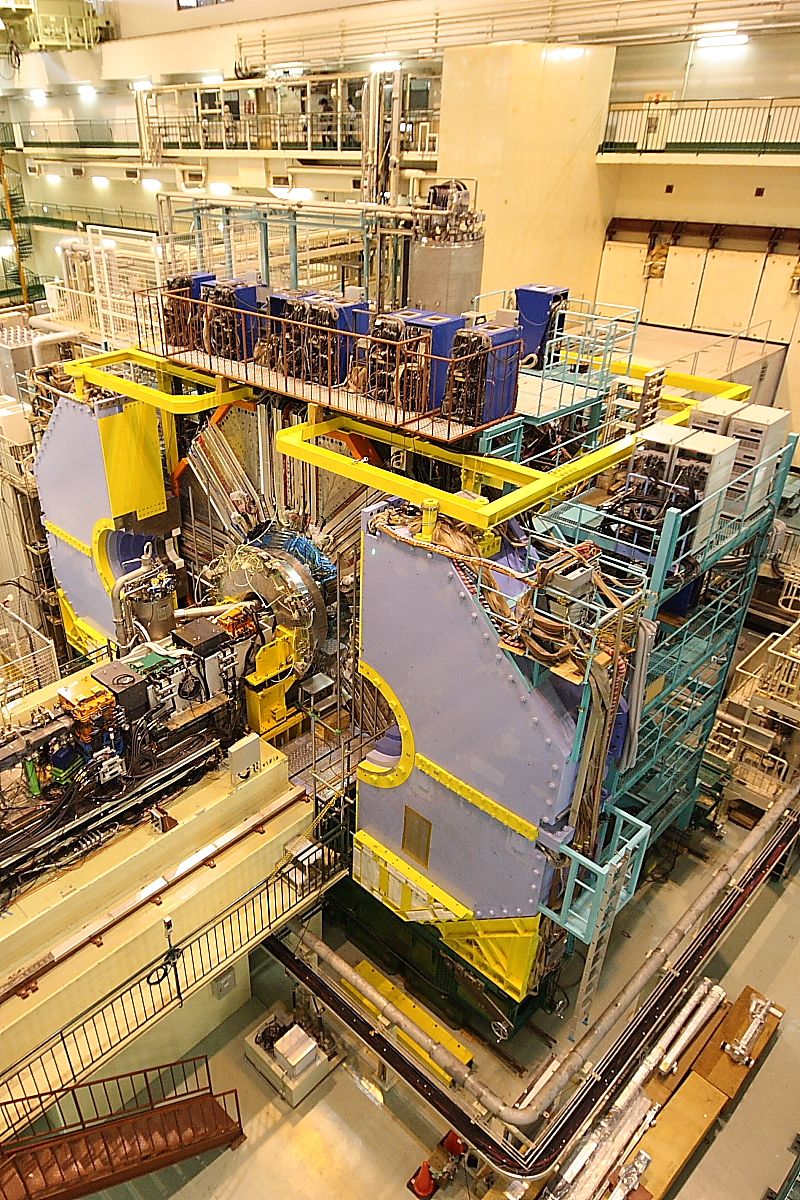
BELLE検出器

- KEKB：周長3.016kmの衝突型円形加速器。8.0GeV（80億電子ボルト）の電子と3.5GeV（35億電子ボルト）の陽電子を衝突させることで、大量のB中間子・反B中間子対を作り出す。これを用いて、BELLE実験が行われている。BELLE実験とは13カ国、53研究機関、400人程度から構成される国際共同素粒子実験。KEKB加速器により加速された電子・陽電子の衝突によって生成される、年間1億個程度のB中間子・反B中間子対事象の崩壊過程をBELLE測定器で検出して調べることで、CP非保存（粒子・反粒子の性質の違い）の研究を行う。現在の宇宙から反物質が消えた謎を解く鍵として、このCP非保存が重要な関わりを持つことが指摘され、B中間子系で大きなCP非保存が期待されていることから、BELLE実験は世界的に注目されている[2]。
- フォトンファクトリー（PFリング）：周長187mの円形加速器で放射光実験に用いられる。
- PF-AR：加速する電子を単一のかたまり（単バンチ）にすることで高強度のパルス放射光を発生するリング。
- ニュートリノビームライン：約250km離れたスーパーカミオカンデに向けてニュートリノビームを射ち込み、長基線ニュートリノ振動実験(K2K)を1999年から2004年まで行っていた[3]。茨城県東海村に建設されたJ-PARCでは、さらにニュートリノビームの強度を高めた実験「T2K」が2009年から行われている。
  - KEK本部敷地内には、この他にも直線型の線形加速器などが設置されており、高エネルギー物理実験を行う総合研究所として機能している[4]。
  - 円形陽子加速器、リングサイクロトロン（どちらも老朽化のため、共同利用を停止している）等もある。

## コンピュータについて

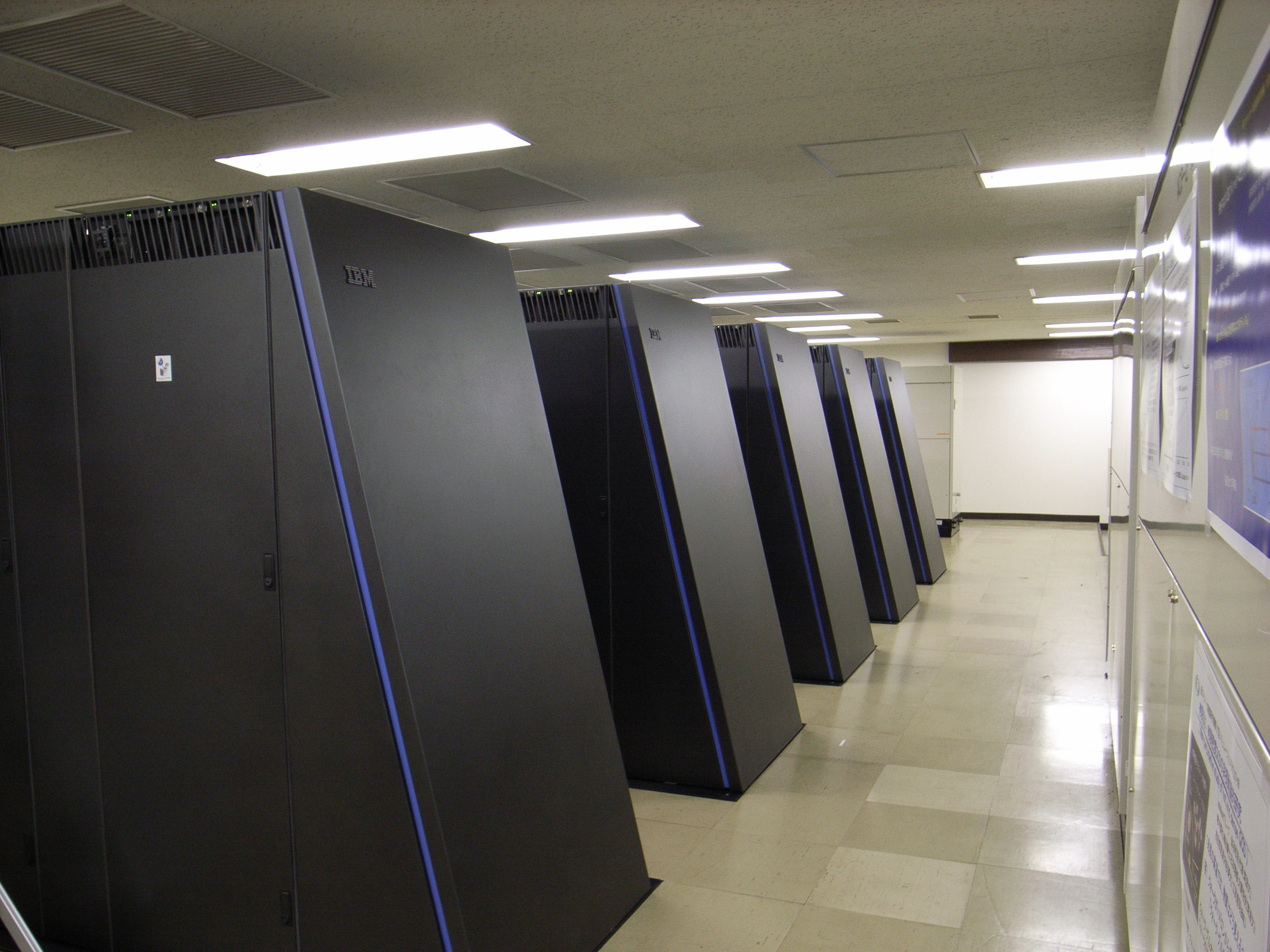
Blue Gene（2008年8月撮影）

茨城県内では最高レベルの性能を誇る大型コンピュータシステムを運用している。
高エネルギー物理学実験には、加速器本体を制御する計算機と実験データを記録する大型サーバコンピュータが不可欠である。TRISTAN（トリスタン、Transposable Ring Intersecting Storage Accelerator in Nippon）計画では、加速器本体を制御するコンピュータとしてVAXシリーズが用いられ、実験結果のデータを記録するサーバとして、富士通の大型コンピュータが設置され、大規模マスストレージシステム(MSS: Mass Strage System)によってTBクラスのデータが記録されることになった。
基本アーキテクチャは、データバスが加速器実験の領域では標準となる高速データバスが用いられている。現在は、工業用の標準データバスシステム(10G-BASE)を基本として、各実験装置に搭載した組み込み用コンピュータで一次処理を行ったデータを、専用コンピュータに送るシステムとして運用。制御用も同じシステムからなる、二重冗長化データバスシステムで構成。
2006年3月1日から、KEKの研究に関わる分野や素粒子・原子核物理学に関連する分野の大型シミュレーション研究用として、IBMの「Blue Gene」（理論演算性能57.3TFLOPS）と日立製作所の「SR11000モデルK1」（理論演算性能2.15TFLOPS）が運用されている。

## J-PARCについて
高エネルギー加速器研究機構と日本原子力研究開発機構が共同で、大強度陽子加速器施設・J-PARCを推進している。
日本原子力研究開発機構・原子力科学研究所敷地内（KEK東海キャンパス）に大強度陽子加速器施設が建設された。
2008年9月に初ミュオン発生、同12月には20kWの陽子ビーム出力による本格的な供用運転を開始した。2009年12月には120kWでの定常運転に成功し、現在は300kWの安定供給を目指して整備が進められている。

## インターネット創成期との関わり
前身の1つである高エネルギー物理学研究所は、1992年9月30日、日本で最初にWebサーバを公開した組織である。
また、同研究所のドメイン名kek.jp（現在も継続使用中）は、汎用JPドメイン名に分類される形式をとっているが、汎用JPドメイン名の制度が設けられる以前から存在していた、数少ない例外的なドメイン名である。同様のドメイン名としては、ntt.jp、nttdata.jpがあるが、いずれも一旦廃止された後、汎用JPドメイン名として取得され直されている。

## 施設見学

### 一般公開
つくばキャンパスは、1977年（昭和52年）から年に一度、初秋に一般公開を実施している。KEKBトンネル内部やBELLE測定器を始めとしたほぼ全ての施設の見学が可能で、研究活動の紹介や物理現象を活用した実験などのイベントを開催する。また、茨城県やつくば市との協力によって、春の科学技術週間中にも特別公開や講演会などを実施している。

### 特別公開
東海キャンパスがある、日本原子力研究開発機構・原子力科学研究所のJ-PARCも、建設中の2008年8月に特別公開が実施されている。

### 通常見学
常設展示ホール「KEKコミュニケーションプラザ」は、年末年始を除き見学可能（9時30分 - 16時30分、土日祝日も公開）。
コミュニケーションプラザ以外の研究施設は、10名以上の団体に限り、予約状況の確認した上で、事前に見学申込書を提出する事により見学可能（平日のみ・予約先着順、午前と午後各1団体まで）。説明員による解説あり。

## 歴代機構長
| 高エネルギー加速器研究機構 機構長 | 高エネルギー加速器研究機構 機構長 | 高エネルギー加速器研究機構 機構長 | 高エネルギー加速器研究機構 機構長 | 高エネルギー加速器研究機構 機構長 | 高エネルギー加速器研究機構 機構長    |
| 代                                | 氏名                              | 氏名                              | 就任日                            | 退任日                            | 前職                                 |
| --------------------------------- | --------------------------------- | --------------------------------- | --------------------------------- | --------------------------------- | ------------------------------------ |
| 1                                 |                                   | 菅原寛孝                          | 1997年4月                         | 2003年3月                         | 高エネルギー物理学研究所所長         |
| 2                                 |                                   | 戸塚洋二                          | 2003年4月                         | 2006年3月                         | 素粒子原子核研究所物理第三研究系教授 |
| 3                                 |                                   | 鈴木厚人                          | 2006年4月                         | 2015年3月                         | 東北大学副学長                       |
| 4                                 | No Image                          | 山内正則                          | 2015年4月                         | 2024年3月                         | 素粒子原子核研究所所長               |
| 5                                 | No Image                          | 浅井祥仁                          | 2024年4月                         | (現職)                            | 東京大学素粒子物理国際研究センター長 |